# Monotaxis luteiflora
Monotaxis luteiflora är en törelväxtart som beskrevs av Ferdinand von Mueller. Monotaxis luteiflora ingår i släktet Monotaxis och familjen törelväxter. Inga underarter finns listade i Catalogue of Life.